# ديفيد سيغل
ديفيد سيغل (بالإنجليزية: David Siegel)‏ هو كاتب أغاني وموسيقي ومنتج أسطوانات أمريكي، ولد في 12 أبريل 1973 في ميامي في الولايات المتحدة.

## وصلات خارجية
- الموقع الرسمي
- ديفيد سيغل على موقع ميوزك برينز (الإنجليزية)
- ديفيد سيغل على موقع ديسكوغز (الإنجليزية)